# Sonny Clark
Pour les articles homonymes, voir Clark.
Conrad Yeatis “Sonny” Clark, né le 21 juillet 1931 à Herminie et mort le 13 janvier 1963 à New York, est un pianiste et compositeur américain de jazz. Ayant enregistré principalement pour le label Blue Note, il collabore avec de grands musiciens et meurt prématurément à 31 ans. Considéré comme un pianiste typique du hard bop, il a su développer son propre style avec un sens de la mélodie et une rythmique très animée.

## Biographie

### Jeunesse
Clark naît dans le census-designated place d'Herminie, une région minière située au sud-est de Pittsburgh dans l'état de Pennsylvanie aux États-Unis. Il apprend à jouer du piano vers l'âge de quatre ans. Un peu plus tard à l'école il s'initie au vibraphone et à la guitare basse.

### Carrière musicale
En 1951, il est entraîné en Californie par son frère pianiste et commence sa carrière professionnelle en tant que sideman du saxophoniste ténor Wardell Gray avec qui il fait ses premiers enregistrements en 1953,. Clark joue ensuite quelques mois avec le groupe du contrebassiste Oscar Pettiford puis en remplacement de Kenny Drew il rejoint cette année-là le groupe du clarinettiste Buddy DeFranco, avec qui il travaillera jusqu'en 1956. Avec ce dernier il effectue une tournée européenne en 1954, effectue plusieurs séances d'enregistrement, notamment à Paris en février, avec le guitariste Jimmy Raney. De retour aux États-Unis, il effectue plusieurs tournées à travers le pays.
L'année 1957 représente un tournant important dans sa carrière musicale. Il choisit de s'installer à New York et sa renommée naissante l'amène à effectuer de nombreuses collaborations avec des musiciens confirmés comme le contrebassiste Charles Mingus, le saxophoniste Sonny Rollins ou la chanteuse Dinah Washington.
Le 23 juin 1957, il rejoint le label Blue Note dirigé par le producteur Alfred Lion en enregistrant en tant que sideman un album du saxophoniste Hank Mobley (Hank Mobley). À partir de ce jour, il ne quittera plus le prestigieux label. Un mois plus tard, il enregistre son premier album pour ce label en tant que leader, Dial "S" For Sonny, avec la participation de Curtis Fuller au trombone, Art Farmer à la trompette, Hank Mobley au ténor, Wilbur Ware à la contrebasse et Louis Hayes à la batterie. Par la suite il forme son propre trio, avec le contrebassiste Sam Jones et le batteur Art Taylor, enregistre quelques albums pour lesquels il interprète ses propres compositions et continue de collaborer avec des grands noms du jazz (John Coltrane, Curtis Fuller, Kenny Burrell, Grant Green, Dexter Gordon, Hank Mobley, Paul Chambers, Johnny Griffin, Lee Morgan, Lou Donaldson, Tina Brooks, Bennie Green, Jackie McLean, Philly Joe Jones, Art Blakey, Stanley Turrentine, Ike Quebec...).

## Influence
Sonny Clark meurt prématurément à 31 ans d'une crise cardiaque et est rapidement oublié du public. Disciple du pianiste Bud Powell, le talentueux pianiste est redécouvert, au milieu des années 1990 après plusieurs rééditions de ses albums par Blue Note. Respecté par ses contemporains, dont Bud Powell, Clark a par la suite directement influencé de nombreux pianistes, en particulier Bill Evans.
Pianiste hard bop par excellence, son style vif et très technique a longtemps été très prisé des amateurs de jazz. En janvier 1958, Clark enregistre en tant que leader, Cool Struttin' qui obtient par la suite un grand succès commercial, avec son tempo à la fois funky et bluesy; une référence importante en hard bop. Le quintet pour cet enregistrement est constitué de Art Farmer à la trompette, de Jackie McLean au saxophone alto, de Paul Chambers à la contrebasse, Philly Joe Jones à la batterie et de Clark au piano. Ils interprètent six titres, notamment le morceau Sippin' at Bells du trompettiste Miles Davis, trois compositions originales de Sonny Clark dont Blue Minor, qui reste comme l'une des représentations majeure du hard bop.

## Discographie
En leader
| Enregistrement | Nom de l'album       | Label et notes                                                  |
| -------------- | -------------------- | --------------------------------------------------------------- |
| 1955           | Oakland, 1955        | Uptown. Album studio.                                           |
| 1957           | Dial "S" for Sonny   | Blue Note Records. Album studio.                                |
| 1957           | Sonny's Crib         | Blue Note. Album studio.                                        |
| 1957           | Sonny Clark Trio     | Blue Note. Album studio avec Paul Chambers et Philly Joe Jones. |
| 1957-1958      | Sonny Clark Quintets | Blue Note. Album studio.                                        |
| 1957-1958      | The Art of the Trio  | Blue Note. Album studio.                                        |
| 1958           | Cool Struttin'       | Blue Note. Album studio.                                        |
| 1958           | Blues in the Night   | Blue Note. Album studio.                                        |
| 1959           | My Conception        | Blue Note. Album studio.                                        |
| 1959           | Sonny Clark Trio     | Audio Fidelity. Album studio avec Max Roach et George Duvivier  |
| 1961           | Leapin' and Lopin'   | Blue Note. Album studio.                                        |